# Estación Empalme Magdalena
Empalme Magdalena es una estación ferroviaria de la localidad homónima, en el Partido de Magdalena,  Provincia de Buenos Aires, Argentina.

## Historia
La estación fue construida por el Ferrocarril Oeste de Buenos Aires como terminal del ramal que comenzaba en Tolosa, inaugurado el 15 de mayo de 1887. En 1888 parte de ese ramal fue vendido al Ferrocarril Buenos Aires Ensenada y Costa Sud (BAE&SC), que arrendó la explotación al Ferrocarril Buenos Aires al Puerto de la Ensenada (FCBAPE). Este último, como parte del contrato de arriendo, prolongó el ramal hasta Álvarez Jonte en 1892, estableciendo un empalme en el kilòmetro 92 del trayecto, vías arriba de Magdalena, y en 1893 construyó otra prolongación entre esta y Atalaya. En 1898 el Ferrocarril del Sud adquirió el FCBAPE y continuó arrendando el ramal al BAE&SC. El FCS continuó las tareas de prolongación que había iniciado el BAPE, construyendo una extensión y nueva estación para la localidad de Magdalena. Esta nueva estación fue denominada Magdalena, por lo que la reseñada en este artículo pasó a llamarse Empalme Magdalena. Con la nacionalización de los ferrocarriles en 1948 y la reorganización de los servicios, pasó a formar parte de la red del Ferrocarril General Roca de la red ferroviaria argentina. Fue clausurada por la dictadura militar en 1980, con el cierre del ramal.